# Spider (datorspel)
Spider är ett PlayStation-spel utvecklat av Boss Game Studios. Spelet är publicerat av Eidos Interactive.

## Story
Under ett experiment i ett laboratorium så lyckas en vetenskapsman vid namn Dr Kelly överföra sitt sinne till en spindel. Han vet dock inte om att han blir bevakad av ett annat företag som också vill ha den nya tekniken. De stormar laboratoriet och råkar av misstag skjuta Dr Kelly. Experimentet kan inte avslutas korrekt och Dr Kellys sinne förblir inuti spindeln. Spionerna bär med sig Dr Kellys kropp och hans tekniska prylar medan spindeln (som nu är Dr Kelly) följer efter dem för att få tillbaka sin kropp och förhoppningsvis kunna överföra tillbaka hans sinne till hans människokropp.

## Gameplay
Som spelare så får man spela som spindeln som Dr Kelly konstruerade (som nu är Dr Kelly). På sin väg efter Dr Kelly människokropp så stöter man på andra farliga insekter och djur. Man rör dig i en 3D-miljö, fast som egentligen fungerar som en 2D-miljö, d.v.s. en 2,5D-miljö som det ibland kallas. Man går genom labbet som man skapades i, ut i staden, ner i kloaker, in i en fabrik, osv. Miljöerna mellan banorna där en ny "värld" börjar är väldigt omväxlande.